# Cittaducale
Cittaducale är en ort och kommun i provinsen Rieti i regionen Lazio i Italien. Kommunen hade 6 702 invånare (2018).